# Вельком
«Вельком» (от нидерл. Welkom — добро пожаловать) — парусный флейт Балтийского флота Российской империи, находившийся в составе флота с 1703 по 1713 год. Во время службы использовался для перевозки провианта и боеприпасов для судов флота и в приморские крепости, принимал участие в Северной войне, в том числе в походе Балтийского флота к Выборгу, в 1713 году разбился в Биорке-зунде.

## Описание флейта
Парусный двухмачтовый флейт флейт с деревянным корпусом, длина судна составляла 22,6 метра, ширина — 6,8 метра, а глубина интрюма — 2,6 метра. Артиллерийское вооружение флейта состояло из двух 16-фунтовых и шести 3-фунтовых орудий. Экипаж судна состоял из 27 человек.
Своё наименование флейт получил в ознаменование прибытия на верфь в день своего спуска на воду 15 (26) августа 1703 года сподвижника Петра I А. Д. Меньшикова, оно было образовано от голландского «Добро пожаловать» (нидерл. Welkom).

## История службы
Флейт «Вельком» был заложен на стапеле Олонецкой верфи 24 марта (4 апреля) 1703 года и после спуска на воду 15 (26) августа 1703 года вошёл в состав Балтийского флота России. Строительство флейта вёл кораблестроитель П. Корнилисен.
В кампанию 1703 года совершал плавания по реке Свирь. В следующем 1704 году перешёл с верфи в Санкт-Петербург.
Принимал участие в Северной войне. В 1704 году использовался для доставки провианта и боеприпасов. В кампанию 1705 года участвовал в обороне Кроншлота. После чего с 1705 по 1709 год вновь использовался в качестве грузового судна для доставки провианта и боеприпасов на суда флота и в приморские крепости.
В мае 1710 года принимал участие в ледовом походе Балтийского флота к Выборгу.
В кампании с 1711 по 1713 год также использовался для доставки провианта и боеприпасов на суда флота и в приморские крепости. В августе 1713 года налетел на камни в проливе Биорке-зунд и разбился.

## Командиры судна
Командирами флейта «Вельком» в составе российского флота в разное время служили:
- старший капитан Питер Лобек (1703—1704 годы)[комм. 1][6];
- поручик Клас Плас (1705 год)[комм. 2][7];
- штурман, а с ноября 1707 года поручик Питер Меэр (1705—1707 годы)[комм. 3][8];
- капитан Генрих Гендрихсен (1710 год)[9].

### Комментарии
1. ↑  Piter Lobek[5].
2. ↑  Также вcтречаются варианты имени Классен и Корнелис[7].
3. ↑  Датчанин на русской службе[8].